# Savo Pavićević
Savo Pavićević (Kikinda, Serbia, Yugoslavia; 11 de diciembre de 1980) es un  exfutbolista y entrenador de Montenegro. Actualmente es Segundo entrenador del Spartak Subotica.

## Carrera
Pavićević, después de jugar durante casi una década para Hajduk Kula, ha jugado en Vojvodina y en la Bundesliga en FC Energie Cottbus, antes del 19 de agosto el 2009 se fichó en el AO Kavala. El 16 de agosto de 2010, firmó un acuerdo con Maccabi Tel Aviv. El 3 de junio de 2012, llegó a un acuerdo con el AC Omonia y más tarde jugó media temporada en la temporada 2012-2013 para el club israelí Hapoel Tel Aviv para fichar en la temporada siguiente por el equipo de Chipre Anorthosis Famagusta donde juega 15 partidos.En la temporada 2014/15 fichó por el equipo serbio del Estrella Roja.

## Carrera internacional
Fue miembro del equipo nacional Montenegro, contra Hungría, marzo de 2007.

## Clubes

### Como jugador
| Club                         | País     | Año       |
| ---------------------------- | -------- | --------- |
| FK Njegoš Lovćenac           | Serbia   | 1996-1999 |
| FK Hajduk 1912               | Serbia   | 1999-2007 |
| FK TSC (cedido)              | Serbia   | 2000-2001 |
| FK Tekstilac Odžaci (cedido) | Serbia   | 2001-2002 |
| FK Njegoš Lovćenac (cedido)  | Serbia   | 2002-2003 |
| FK Vojvodina                 | Serbia   | 2008      |
| Energie Cottbus              | Alemania | 2008-2009 |
| Kavala FC                    | Grecia   | 2009-2010 |
| Maccabi Tel Aviv             | Israel   | 2010-2012 |
| AC Omonia                    | Chipre   | 2012      |
| Hapoel Tel Aviv              | Israel   | 2012      |
| Anorthosis Famagusta         | Chipre   | 2013-2014 |
| Estrella Roja                | Serbia   | 2014-2016 |
| Spartak Subotica             | Serbia   | 2016-2017 |

### Como entrenador
| Club                              | País   | Año       |
| --------------------------------- | ------ | --------- |
| Spartak Subotica (2.º entrenador) | Serbia | 2017-2018 |
| FK Bačka 1901                     | Serbia | 2018-2020 |
| Spartak Subotica (2.º entrenador) | Serbia | 2020-Act. |

- Datos: Q1384718
- Multimedia: Savo Pavićević / Q1384718